# 2004年アテネオリンピックのスペイン選手団
2004年アテネオリンピックのスペイン選手団（2004ねんアテネオリンピックのスペインせんしゅだん）は、2004年8月13日から8月29日にかけてギリシャの首都アテネで開催された2004年アテネオリンピックのスペイン選手団、およびその競技結果。
金メダル3個、銀メダル11個、銅メダル6個、合計20個のメダルを獲得した。

## メダル
| メダル | 選手名                                                                                              | 競技         | 種目                 |
| ------ | --------------------------------------------------------------------------------------------------- | ------------ | -------------------- |
| 金     | ゲルバシオ・デフェル                                                                                | 体操         | 男子跳馬             |
| 金     | シャビエル・フェルナンデス イケル・マルティネス                                                     | セーリング   | 男子49er級           |
| 金     | ダビド・カル                                                                                        | カヌー       | 男子C-1 1000 m       |
| 銀     | フランシスコ＝ハビエル・フェルナンデス                                                              | 陸上         | 男子20km競歩         |
| 銀     | ホアン・リャネラス                                                                                  | 自転車       | 男子ポイントレース   |
| 銀     | ホセアントニオ・エスクレド                                                                          | 自転車       | 男子ケイリン         |
| 銀     | ホセ・アントニオ・エルミダ                                                                          | 自転車       | 男子クロスカントリー |
| 銀     | マリア・キンタナル                                                                                  | 射撃         | 女子トラップ         |
| 銀     | ベアトリス・フェレール＝サラット フアン・アントニオ・ヒメネス イグナシオ・ダニエル ラファエル・ソト | 馬術         | 馬場馬術団体         |
| 銀     | ラファエル・トルヒーリョ                                                                            | セーリング   | 男子フィン級         |
| 銀     | サンドラ・アソン ナタリア・ビア・ドゥフレスネ                                                       | セーリング   | 女子470級            |
| 銀     | コンチタ・マルティネス ビルヒニア・ルアノ・パスクアル                                               | テニス       | 女子ダブルス         |
| 銀     | ハビエル・ボスマ パブロ・エレーラ                                                                   | バレーボール | 男子ビーチバレー     |
| 銀     | ダビド・カル                                                                                        | カヌー       | 男子C-1 500 m        |
| 銅     | ホアン・リノ・マルティネス                                                                          | 陸上         | 男子走幅跳           |
| 銅     | マヌエル・マルティネス                                                                              | 陸上         | 男子砲丸投           |
| 銅     | セルジ・エスコバル                                                                                  | 自転車       | 男子個人追抜き       |
| 銅     | カルロス・カスターニョ・パナデーロ セルジ・エスコバル アシエル・マエストゥ カルロス・トレント       | 自転車       | 男子団体追抜き       |
| 銅     | パトリシア・モレーノ                                                                                | 体操         | 女子ゆか             |
| 銅     | ベアトリス・フェレール＝サラット                                                                    | 馬術         | 馬場馬術個人         |